# Nordlig grävlingmossa
Nordlig grävlingmossa (Pogonatum dentatum) är en bladmossart som beskrevs av Bridel 1827. Enligt Catalogue of Life ingår Nordlig grävlingmossa i släktet grävlingmossor och familjen Polytrichaceae, men enligt Dyntaxa är tillhörigheten istället släktet grävlingmossor och familjen Polytrichaceae. Arten är reproducerande i Sverige. Inga underarter finns listade i Catalogue of Life.